# Ребро
Ребро́ (лат. costa, др.-греч. πλευρά) — одна из парных дугообразных плоских костей, идущих от позвоночника к грудине и составляющих грудную клетку у позвоночных животных

## Строение
У человека в норме 12 пар рёбер, как у мужчин, так и у женщин. Ребро имеет 3 части:
- заднюю, на которой имеются головка (лат. caput costae), шейка (лат. collum costae), продольный гребешок (лат. crista colli costae) и бугорок (лат. tuberculum costae);
- тело ребра (лат. corpus costae);
- переднюю, переходящую в хрящевую часть (лат. cartilago costalis).

Тело ребра имеет 2 поверхности:
- наружную (выпуклую);
- внутреннюю (вогнутую).

Эти поверхности ограничены двумя краями: верхним (закруглённым) и нижним (острым).
На верхней поверхности I ребра замечается очень важный бугорок — бугорок передней лестничной мышцы (лат. tuberculum m. scaleni anterioris, так называемый бугорок Лисфранка), служащий местом прикрепления передней лестничной мышцы (лат. m. scalenus anterior). Сзади этого бугорка можно видеть небольшую борозду — борозда подключичной артерии (лат. sulcus a. subclaviae), в которую ложится подключичная артерия, перегибаясь через I ребро. Впереди бугорка находится другая, более плоская борозда для подключичной вены (лат. sulcus v. subclaviae).
На внутренней поверхности нижнего края проходит борозда, в которой лежат сосуды (артерии и вены) и межрёберные нервы.

## Сочленения
Головкой с суставной поверхностью ребро присоединяется к грудному позвонку (Th1—Th8). У I, XI и XII пар рёбер суставная поверхность гребешком не разделяется. У места перехода шейки в тело ребра находится бугорок ребра с суставной поверхностью для сочленения с суставной поверхностью поперечного отростка соответствующего позвонка. На XI и XII рёбрах бугорок отсутствует, так как эти рёбра не сочленяются с поперечными отростками последних грудных позвонков (свободные рёбра).
Первые 20 рёбер (10 пар) плотно соединяются между собой, образуя кольцо для защиты органов. Из двадцати рёбер четырнадцать (с первую по седьмую пару) крепятся непосредственно к грудине. Такие рёбра называются истинными. Следующие шесть рёбер (восьмая, девятая и десятая пара) скреплены хрящом рёбер и являются ложными. Остальные четыре ребра (одиннадцатая и двенадцатая пара) являются свободными. Последние пары рёбер скреплены только мышечной тканью. Нумерация рёбер производится сверху вниз.

## Вариации
У некоторых людей может отсутствовать одиннадцатая или двенадцатая пара, у других, напротив, есть тринадцатая пара свободных рёбер. Нижние рёбра иногда удаляют хирургическим путем в терапевтических или косметических целях (например, чтобы сделать талию уже — у женщин свободные рёбра обычно меньше, чем у мужчин).
Также достаточно распространённым пороком развития является шейное (цервикальное) ребро. Присутствует у 0,5% населения, причём в 70-85% случаев — у женщин. При этой врождённой аномалии выявляется одно или несколько добавочных рёбер, отходящих от нижних шейных позвонков (обычно — VII). Степень развития шейных рёбер варьируется от рудиментов, незначительно выступающих за пределы поперечного отростка, до сформированных костных структур, соединяющихся с первым ребром либо грудиной. Причиной их возникновения является нарушение процессов внутриутробного развития. В тяжёлых случаях показана оперативная резекция дополнительного ребра.

## Функции
Рёбра ограничивают грудную полость, защищая органы, находящиеся в ней. Также рёбра имеют каркасную функцию, т.е. помогают в фиксации органов в нужном положении и не дают им спасться.
В рёбрах, как и в других плоских костях, у взрослого человека содержится красный костный мозг, т.е. выполняется функция кроветворения.

## Мышцы
К рёбрам прикрепляются следующие мышцы:
- передняя лестничная мышца;
- средняя лестничная мышца;
- задняя лестничная мышца.